# Saint-Silvain-sous-Toulx
Saint-Silvain-sous-Toulx ist eine Gemeinde in Frankreich. Sie gehört zur Region Nouvelle-Aquitaine, zum Département Creuse, zum Arrondissement Aubusson und zum Kanton Gouzon.

## Geografie
Die Gemeinde grenzt im Nordwesten an Clugnat, im Nordosten an Toulx-Sainte-Croix, im Osten an Trois-Fonds, im Süden an La Celle-sous-Gouzon und im Südwesten an Domeyrot. Ein Bach namens La Moussière fließt durch Saint-Silvain-sous-Toulx und durchfließt südöstlich der Eisenbahnlinie Montluçon – Ahun den Étang de la Forêt, einen kleinen See.

## Geschichte
Der Namenszusatz „-sous-Toulx“ kam während der Französischen Revolution.

### Bevölkerungsentwicklung
| Jahr      | 1962 | 1968 | 1975 | 1982 | 1990 | 1999 | 2008 | 2013 |
| --------- | ---- | ---- | ---- | ---- | ---- | ---- | ---- | ---- |
| Einwohner | 311  | 258  | 211  | 191  | 179  | 163  | 147  | 163  |